# Pedro Rodríguez de la Vega
Pedro Rodríguez de la Vega (n. 18 ianuarie 1940 – d. 11 iulie 1971) a fost un pilot mexican de curse auto care a evoluat în Campionatul Mondial de Formula 1 între anii 1963 și 1971. Fratele său mai mic este Ricardo Rodríguez.
1. 1 2  Pedro Rodriguez, Find a Grave, accesat în 9 octombrie 2017